# Memoriale "Proryv"
Proryv è un complesso commemorativo nel Tacinskij rajon, Oblast' di Rostov, dedicato all'incursione di carri armati di Tatsin del 1942.

## Storia e descrizione
Si trova lungo l'autostrada M21 Volgograd-Kamensk, a 7 km dal villaggio di Tacinskaja.
Il monumento è stato inaugurato nel 40º anniversario del raid l'8 maggio 1983.
Rappresenta un gruppo di carri armati che punta verso il cielo. Le strutture poste su entrambi i lati dei carri armati sono le ali di aerei tedeschi distrutti a seguito di un raid di carri armati del 24º Corpo di carri armati, comandato dal tenente generale Vasilij Michajlovič Badanov.
Gli autori sono l'architetto, membro dell'Unione degli artisti dell'Unione Sovietica Petr Andreevich Ibalakov, e lo scultore G. Kholodnyy. Per questo raid, il corpo ha ricevuto il nome onorario di 2º Corpo carri della Guardia.